# Jan Zuska
Jan Zuska, pseudonym Jan Srp či Benjamin Haas (20. listopadu 1918, Černovice, Rumunsko, dnes Ukrajina – 24. dubna 1979, Praha, Československo), byl český básník,, hudebník a jazzový komponista.

## Život a dílo
Od společných studií na litoměřickém gymnáziu byl celoživotním přítelem Ludvíka Kundery. Za války pracoval v Praze v pojišťovně Erste Allgemeine.
Zuska byl v první polovině 40. let surrealistický a poetistický básník, ale značná část jeho básní zůstala nevydána (Zazděný život, Válečná suita, Válka není láska, Daleko zanáší vítr semena). Výjimkou je drobná sbírka Melancholické měsíce, kterou vydal soukromým tiskem roku 1942 pod pseudonymem Jan Srp. Prostřednictvím Ludvíka Kundery se v letech 1946-1947 zapojil do aktivit kolem Skupiny Ra.
V letech 1945-1947 publikoval v literárním časopise Mladé archy. a v brněnském časopise Blok a Program. Roku 1948 vydala výbor z jeho raného díla Umělecká beseda. Po válce byl venkovským učitelem v Dolních Beřkovicích a ve Vrbně u Mělníka, později působil jako profesionální hudebník - pianista ve venkovském jazzovém a tanečním orchestru.

### Vydané sbírky
- SRP, Jan. Melancholické měsíce. Edice Pochod, sv. 6. Praha: M. Bureš, 1942. 13 s.
- ZUSKA, Jan. Potmě. Verše z let 1939-1940. Mladá Boleslav: Umělecká beseda, severočeská odbočka, 1948. 64 s., 6. svazek edice Pochod, obálka Josef Istler